# Thiago Manzoni
Thiago De Araújo Macieira Manzoni (Campo Grande, 25 de janeiro de 1984) é advogado e político brasileiro, eleito deputado distrital do Distrito Federal pelo PL na 9.ª Legislatura, em exercício desde 1º de fevereiro de 2023.

## Biografia
Natural de Campo Grande (MS), mudou-se para Brasília com a família aos 6 anos de idade. Formou-se em Direito e atuou como advogado antes de ingressar na política.

## Eleição 2022
Foi eleito deputado distrital em 2 de outubro de 2022, com 25 554 votos, pelo PL — confirmando seu assento na 9.ª Legislatura da Câmara Legislativa do Distrito Federal.

## Atuação legislativa
É advogado de formação e exerce sua atividade parlamentar com foco em:
- Presidência da Comissão de Constituição, Justiça e Cidadania (CCJ).[4]
- Proposição da Lei nº 7.693/2025, que incentiva o ensino de Português e Matemática nas escolas do DF, promulgada em 13 de junho de 2025.[5]
- Defesa de pautas conservadoras, inclusão do ensino cívico nas escolas e transporte público gratuito para estudantes da periferia.[6]

## Atuação pública recente
Em maio de 2025, participou de eventos públicos pela PL e foi destaque em reportagem do Jornal de Brasília sobre a criação do “Dia Distrital Sem Imposto” no DF.